# En gris
En gris (en alemany: Im Grau) és una pintura a l'oli sobre tela realitzada per l'artista rus Vassili Kandinski l'any 1919.
Després de la declaració de guerra d'Alemanya a Rússia, el 1914, Kandinski va tornar al seu país. Entre 1917, data de la Revolució russa, i 1919, Kandinski no va crear cap pintura, ja que es trobava sense mitjans financers, i estava ocupat com a catalogador d'obres d'art del règim bolxevic. Quan va tornar a pintar, els seus treballs van presentar una simplificació en la forma i una estructura més comprensible. En gris és una pintura dominada pels colors, i s'hi pot observar que les formes mostren uns límits més definits, tendint a ser geomètrics. Aquestes noves representacions poden ser una resposta a l'avant-garde dels artistes russos com Kazimir Malèvitx i Alexandr Ródtxenko. Sobre aquesta pintura, Kandinski va escriure: "En gris és la conclusió del meu període 'dramàtic', o sigui, de la gran acumulació de tantes formes" (4 de juny de 1936).